# Оли Воткинс
Оливер Џорџ Артур Воткинс (енгл. Oliver George Arthur Watkins; 30. децембар 1995.) је енглески професионални фудбалер који игра као нападач у Премијер лиги за Астон Вилу и за репрезентацију Енглеске .
Воткинс је поникао у академији Ексетер Ситија и у први план се пробио освојивши награду ЕФЛ за младог играча године, пре него што је 2017. отишао у Брентфорд . Имао је успешан трогодишњи период у клубу, што је кулминирало тиме да је био најбољи стрелац у Чемпионшипу 2019–20 и проглашен најбољим играчем у Чемпионшипу 2020. Воткинс је потписао за Астон Вилу у септембру 2020.

## Рани живот и образовање
Оливер Џорџ Артур Воткинс  рођен је 30. децембра 1995.  у болници Торбаи у Торкију, Девон. Одрастао је у оближњем Њутон Аботу и похађао Саут Дартмур Комјунити колеџ у Ешбартону. Воткинс од детињства навија за Арсенал.

## Клупска каријера

### Ексетер сити

#### Рана каријера
Воткинс се придружио академији Ексетер Ситија у категорији испод 11 година, пошто претходно није прошао  пробу са тим клубом са девет година, 2003.  Уздигао се кроз омладинске категорије да би 2012. године добио стипендију. Након 30 постигнутих голова за У18 тим у сезони 2013–14, победничкој сезони у Југозападној конференцији Савеза младих, потписао је двогодишњи професионални уговор у априлу 2014.  Воткинс је свој први позив у први тим добио када је именован као замена за последњи меч Лиге 2 сезоне 2013–14 против Хартлпул јунајтеда и дебитовао је у сениорској екипи када је заменио Арона Досона након 77 минута при резултату 2:0.Пол Тисдејл је Воткинса често користио као замену током прва три месеца сезоне 2014–15, али упркос томе што је постигао свој први сениорски гол (утешни погодак у поразу у другој рунди Трофеја Фудбалске лиге 3:1 од Ковентри Ситија 7. октобра 2014.), имао је само три наступа пре него што је отишао на позајмицу у Вестон-супер-Мер до краја сезоне у децембру 2014.  
Дана 8. децембра 2014, Воткинс се придружио клубу Вестон-супер-Маре у Националној лиги југ на једномесечну позајмицу.  Како се позајмица више пута продужавала,  Воткинс је остао у клубу до краја сезоне 2014–15. Редовно је наступао за тим, постигавши 10 голова у 25 утакмица пре него што се вратио у Ексетер на крају сезоне.

#### 2015–2017: Пробој у први тим
Након што није успео да наступи у првом тиму током прва два месеца сезоне 2015–16, Воткинс је добио прилику на клупи у октобру 2015. и забележио свој први наступ у сезони крајем месеца.  Први пут је стартовао за Ексетер Сити у победи у дербију са Плимут Аргајлом резултатом 2:1, 6. децембра, и постигао је свој први гол у сезони, док је други постигао у наредној утакмици - победи у другом колу ФА купа од 2:0 над Порт Вејлом.До марта 2016. Воткинс се пробио у стартну поставу. Имао је фантастичне наступе у месецу марту, постигао је четири гола у шест наступа и освојио награде за младог играча месеца у Фудбалској лиги и за најбољег играча месеца за фанове ПФА.  Његов голгетерски низ трајао је до средине априла и завршио се са 8 голова у 10 наступа. Два гола постигнута су у реванш дербију са Плимут Аргајлом, у којем је његов касни погодак запечатио победу од 2:1, а други гол је касније проглашен за  гол сезоне клуба.  Воткинс је сезону 2015/16 завршио са 10 голова у 22 наступа.
Воткинсови наступи у последња два месеца сезоне 2015–16 довели су до тога да у сезону 2016–17 улази као стални чан првог тима. Имао је богату сезону, са 52 наступа, постигнутих 16 голова уз допринетих 13 асистенција.  Сезона је завршена поразом од Ексетера са 2:1 од Блекпула у финалу плеј-офа Друге фудбалске лиге Енглеске на стадиону Вембли 2017.  Воткинс је постигао први хет-трик у каријери у победи од 4:1 над Њупорт Каунтијем]] 31. децембра 2016, а његова два гола и пет асистенција у јануару 2017. довели су до тога да је освојио награду за најбољег играча у Лиги 2 .  9. априла добио је награду за младог играча године ЕФЛ-а за своје наступе током сезоне. 

### Брентфорд
Дана 18. јула 2017, Воткинс се придружио Брентфорду, који је тада наступао у Чемпионшипу, потписавши четворогодишњи уговор, са опцијом на још годину дана, уз неоткривену накнаду. Постигао је свој први гол за Брентфорд 8. августа у победи у продужецима од 3:1 у гостима против Вимблдона у првом колу ЕФЛ купа.
Воткинс је 9. августа 2019. потписао нови четворогодишњи уговор са опцијом продужетка од годину дана.  Постигао је свој први хет-трик за клуб у Чемпионшипу против Барнслија у победи од 3-1 29. септембра.  Воткинс је одиграо 50 наступа и постигао 26 голова у свим такмичењима током сезоне 2019/20, која је завршена поразом у финалу плеј-офа за првенство 2020 . 

### Астон Вила

#### 2020–2023
9. септембра 2020. Воткинс се придружио Астон Вили, која је наступала у Премијер лиги, потписавши петогодишњи уговор  за, тада за клуб рекордних, 28 милиона фунти, са могућношћу да нарасте до 33 милиона. Воткинс је 15. септембра дебитовао за Астон Вилу, постигавши гол у победи у гостима од 3:1 у ЕФЛ купу против Бартон Албиона.  Дебитовао је у Премијер лиги 21. септембра, у победи од 1:0 на домаћем терену против Шефилд јунајтеда.
Воткинс је 4. октобра 2020. постигао своје прве голове у Премијер лиги, постигавши гол левом ногом, десном ногом и главом за савршен хет-трик у победи на домаћем терену над шампионом Ливерпулом резултатом 7:2.  Био је то најтежи пораз Ливерпула у последњих 57 година и први пут у историји Премијер лиге да је актуелни шампион примио 7 голова у једном мечу. Дана 10. априла 2021, Воткинс је поново постигао гол против Ливерпула, поставши први играч од Андреја Аршавина у сезони 2008–09 који је постигао чак четири гола против Ливерпула у једној сезони Премијер лиге. Са 14 голова постао је најбољи стрелац Астон Виле у сезони 2020–21.
Дана 25. фебруара 2023, Воткинс је у петом узастопном мечу Премијер лиге постигао гол, у победи над Евертоном резултатом 2:0, поставши први играч Астон Виле који је постигао овај успех. 

#### 2023 – данас
Воткинс је 23. августа 2023. постигао хет-трик у Вилиној победи над Хибернијаном резултатом 5:0 против Хибернијана у плеј-офу квалификација за УЕФА Лигу Конференција 2023/24, што је обезбедило тиму групну фазу. Дана 30. септембра, постигао је свој други хет-трик у сезони 2023–24, а трећи за Астон Вилу у победи на домаћем терену над Брајтон и Хоув Албионом резултатом 6:1. Воткинс је 6. октобра потписао нови уговор са Астон Вилом, чиме је продужио останак у клубу до 2028. године  14. априла 2024. постигао је гол у гостујућој победи над Арсеналом резултатом 2:0, са којим је постао најбољи стрелац Астон Виле у једној сезони Премијер лиге. Са 19 голова, без казнених удараца, изједначио је рекорд Кристијана Бентекеа у 2012–13.  Дана 14. маја 2024, Воткинс је проглашен за најбољег играча сезоне навијача, као и играча Астон Виле. 
На крају сезоне, Воткинс је освојио награду за плејмејкера сезоне у Премијер лиги за највише асистенција у сезони, са 13. Воткинс је такође именован у тим сезоне навијача Премијер лиге. 

## Репрезентативна каријера
Воткинс је 18. марта 2021. именован у тим Енглеске Герета Саутгејта за квалификационе утакмице за Светско првенство 2022. против Сан Марина, Албаније и Пољске. Воткинс је 25. марта 2021. дебитовао за Енглеску као замена у другом полувремену у победи од 5:0 над Сан Марином на Вемблију. У истом мечу је постигао свој први гол за Енглеску, при свом првом шуту на гол у дресу Енглеске.
Воткинс је изабран у шири тим Енглеске за УЕФА Евро 2020. у мају 2021. Међутим, није уврштен у коначни састав од 26 играча за турнир. 
Воткинс је први пут стартовао за Енглеску 29. марта 2022. на Вемблију у пријатељској утакмици против Обале Слоноваче, постигавши први гол у 30. минуту победе од 3:0. 
Воткинс није био укључен у тим Енглеске ни за једну од њихових утакмица УЕФА Лиге нација 2022-23 или ФИФА Светског првенства 2022 .  Позван је у тим у октобру 2023. први пут након 18 месеци , а 13. октобра је стартовао у пријатељској утакмици са Аустралијом, постигавши једини гол на утакмици.
Уврштен је у репрезентацију Енглеске од 26 играча за УЕФА Еуро 2024 . 

## Стил игре
Воткинс је себе описао као „ десетка “,  а 2017. је рекао да му је идол Тјери Анри, рекавши „Покушавам да заснивам своју игру на његовој, тако што нападам дефанзивце и гледам да се нешто деси када добијем лопту „.  Такође је вешт као крило. Прилагођен је у нешто традиционалнијег центарфора у Брентфорду током сезоне 2019/20. 

## Статистика

### Клуб
Ажурирано до 19. маја 2024.
| Клуб                         | Сезона            | Лига               | Лига  | Лига | ФА Куп | ФА Куп | ЕФЛ Куп | ЕФЛ Куп | Европа | Европа | Остало | Остало | Укупно | Укупно |
| Клуб                         | Сезона            | Лига               | Утак. | Гол. | Утак.  | Гол.   | Утак.   | Гол.    | Утак.  | Гол.   | Утак.  | Гол.   | Утак.  | Гол.   |
| ---------------------------- | ----------------- | ------------------ | ----- | ---- | ------ | ------ | ------- | ------- | ------ | ------ | ------ | ------ | ------ | ------ |
| Ексетер Сити                 | 2013/14.          | Лига Два           | 1     | 0    | 0      | 0      | 0       | 0       | —      | —      | 0      | 0      | 1      | 0      |
| Ексетер Сити                 | 2014/15.          | Лига Два           | 2     | 0    | 0      | 0      | 0       | 0       | —      | —      | 1      | 1      | 3      | 1      |
| Ексетер Сити                 | 2015/16.          | Лига Два           | 20    | 8    | 2      | 1      | 0       | 0       | —      | —      | 0      | 0      | 22     | 9      |
| Ексетер Сити                 | 2016/17.          | Лига Два           | 45    | 13   | 0      | 0      | 2       | 0       | —      | —      | 5      | 3      | 52     | 16     |
| Ексетер Сити                 | Укупно            | Укупно             | 68    | 21   | 2      | 1      | 2       | 0       | —      | —      | 6      | 4      | 78     | 26     |
| Вестон-супер-Мер (позајмица) | 2014/15.          | Конференцијска Југ | 24    | 10   | —      | —      | —       | —       | —      | —      | 1      | 0      | 25     | 10     |
| Брентфорд                    | 2017/18.          | Чемпионшип         | 45    | 10   | 1      | 0      | 2       | 1       | —      | —      | —      | —      | 48     | 11     |
| Брентфорд                    | 2018/19.          | Чемпионшип         | 41    | 10   | 3      | 2      | 1       | 0       | —      | —      | —      | —      | 45     | 12     |
| Брентфорд                    | 2019/20.          | Чемпионшип         | 46    | 25   | 0      | 0      | 1       | 0       | —      | —      | 3      | 1      | 50     | 26     |
| Брентфорд                    | Укупно            | Укупно             | 132   | 45   | 4      | 2      | 4       | 1       | —      | —      | 3      | 1      | 143    | 49     |
| Астон Вила                   | 2020/21.          | Премијер лига      | 37    | 14   | 0      | 0      | 3       | 2       | —      | —      | —      | —      | 40     | 16     |
| Астон Вила                   | 2021/22.          | Премијер лига      | 35    | 11   | 1      | 0      | 0       | 0       | —      | —      | —      | —      | 36     | 11     |
| Астон Вила                   | 2022/23.          | Премијер лига      | 37    | 15   | 1      | 0      | 2       | 1       | —      | —      | —      | —      | 40     | 16     |
| Астон Вила                   | 2023/24.          | Премијер лига      | 37    | 19   | 3      | 0      | 1       | 0       | 12     | 8      | —      | —      | 53     | 27     |
| Астон Вила                   | Укупно            | Укупно             | 146   | 59   | 5      | 0      | 6       | 3       | 12     | 8      | —      | —      | 169    | 70     |
| Укупно у каријери            | Укупно у каријери | Укупно у каријери  | 370   | 135  | 11     | 3      | 12      | 4       | 12     | 8      | 10     | 5      | 415    | 155    |

1. ↑  Наступ у Трофеју фудбалске лиге
2. ↑  Два наступа и један гол у трофеју ЕФЛ, три наступа и два гола у Лига Два плеј-офу
3. ↑  Наступ у ФА трофеј лиги
4. ↑  Наступи у Чемпионшип плеј-офу
5. ↑  Наступи у УЕФА Лига конференције

### Репрезентација
Ажурирано до 20 јуна 2024.
| Репрезентација | Година | Наступи | Голови |
| -------------- | ------ | ------- | ------ |
| Енглеска       | 2021   | 5       | 1      |
| Енглеска       | 2022   | 2       | 1      |
| Енглеска       | 2023   | 2       | 1      |
| Енглеска       | 2024   | 4       | 0      |
| Укупно         | Укупно | 13      | 3      |

| Не. | Датум            | Место одржавања                  | Капа | Противник       | Резултат | Резултат | Конкуренција                                      | Ref.   |
| --- | ---------------- | -------------------------------- | ---- | --------------- | -------- | -------- | ------------------------------------------------- | ------ |
| 1   | 25. март 2021    | Стадион Вембли, Лондон, Енглеска | 1    | Сан Марино      | 5–0      | 5–0      | Квалификације за Светско првенство у фудбалу 2022 | [ 68 ] |
| 2   | 29. март 2022    | Стадион Вембли, Лондон, Енглеска | 7    | Обала Слоноваче | 1–0      | 3–0      | Пријатељски                                       | [ 69 ] |
| 3   | 13. октобар 2023 | Стадион Вембли, Лондон, Енглеска | 8    | Аустралија      | 1–0      | 1–0      | Пријатељски                                       | [ 70 ] |

## Награде
Појединац
- Најбољи играч у ЕФЛ шампионату : 2019–20 [71]
- ПФА тим године : првенство 2019–20 [72]
- ЕФЛ млади играч године : 2016–17 [27]
- Најбољи играч месеца ЕФЛ лиге : 2016–17 [73]
- Млади играч месеца фудбалске лиге : март 2016. [20]
- Играч месеца ПФА навијача: март 2016. [21]
- Најбољи играч навијаче Астон Виле : 2023–24 [45]
- Најбољи играч сезоне за играче Астон Виле: 2023–24 [45]
- Плејмејкер сезоне у Премијер лиги : 2023–24 [46]
- Навијачки тим Премијер лиге сезоне: 2023–24 [47]